# Mitro Repo

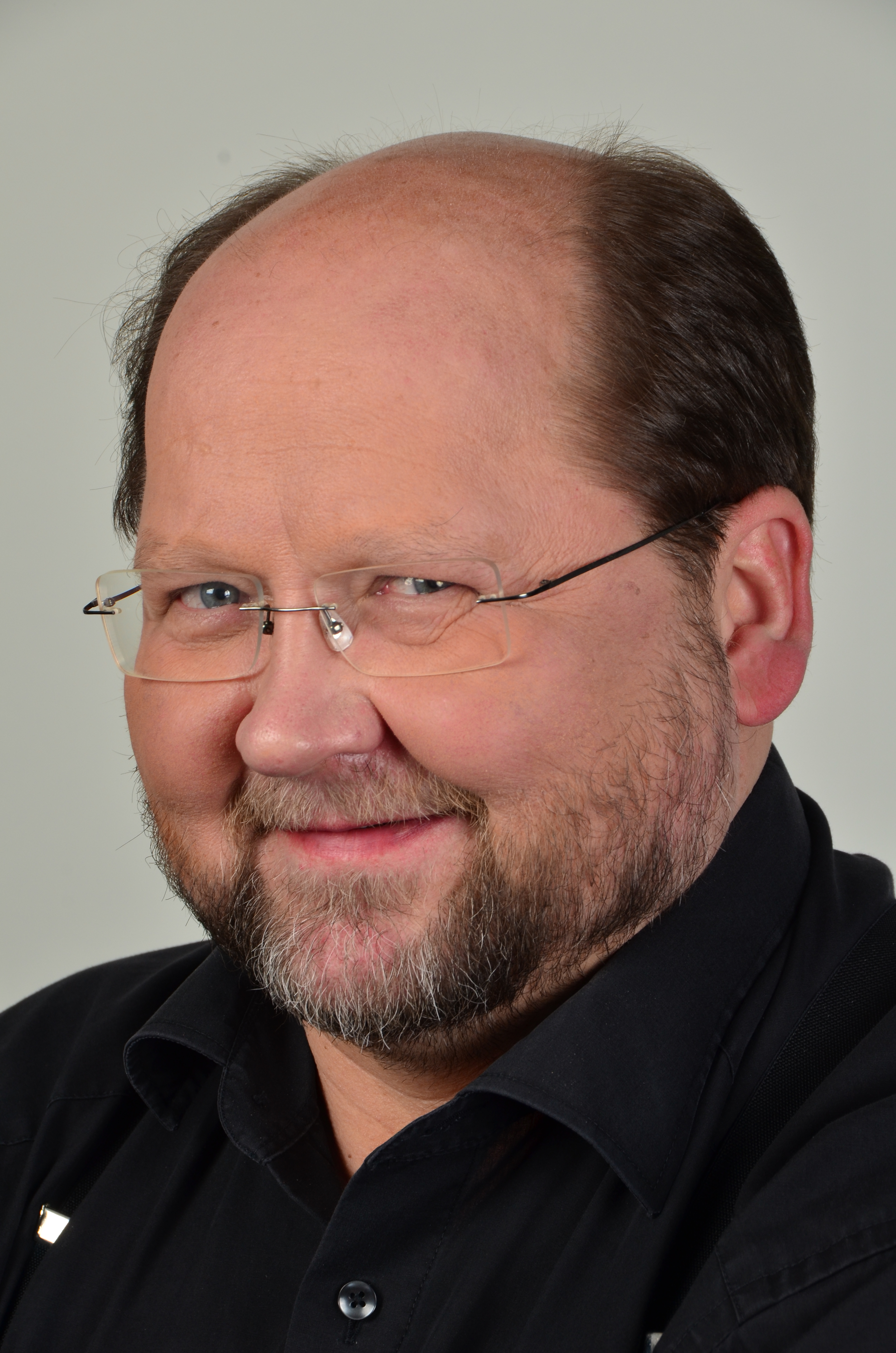
Mitro Repo

Mitro Repo (* 3. September 1958 in Helsinki) ist ein finnischer Priester der Orthodoxen Kirche Finnlands und von 2009 bis 2014 Abgeordneter des Europaparlaments.

## Leben
Repo wurde 1958 in Finnland geboren. Er studierte Theologie an der Universität Helsinki und wurde Priester der Orthodoxen Kirche Finnlands. In Finnland wurde er als Radio- und Fernsehmoderator bekannt.
2009 wurde er für die Sozialdemokratische Partei Finnlands in das Europaparlament gewählt. Die Leitung der Orthodoxen Kirche Finnlands verbot ihm, während seiner Zeit als Abgeordneter Gottesdienste zu halten oder in Priesterkleidung aufzutreten.